# Деори (язык)
Деори (Chutiya, Dari, Deuri, Dewri, Drori) — язык народа деори, который говорит на нём в округах Демаджи, Джорхат, Лакхимпур, Тинсукия штата Ассам в Индии. Это один из официальных языков штата Аруначал-Прадеш. Многие также говорят на ассамском языке.